# Jean-Claude Romand
Jean-Claude Romand (* 11. Februar 1954 in Lons-le-Saunier) ist ein französischer Hochstapler und Mörder, der vorgab Arzt zu sein. Er tötete seine Familie, als sein Betrug aufzufliegen drohte.

## Frühes Leben
Jean-Claude Romand wurde in Lons-le-Saunier geboren und wuchs im Dorf Clairvaux-les-Lacs im Département Jura auf. Auf dem Gymnasium von Lons-le-Saunier machte er sein Abitur. Im Jahr 1971 meldete er sich für die Classe préparatoire (ein zwei- bis vierjähriges Vorbereitungsstudium) des Lycée du Parc in Lyon an, verließ es jedoch nach einem Semester wieder. Danach schrieb er sich als Medizinstudent ein.

## Die Täuschung
Die Täuschung begann mit einer Lüge: Gegenüber seiner Familie und seinen Bekannten gab Romand vor, die Prüfung im zweiten Jahr seines Medizinstudiums bestanden zu haben. Diese hatte er jedoch nie bestanden. Den Beruf des Arztes konnte er deshalb nie ausüben.
Dennoch täuschte er seine Familie und Freunde 18 Jahre lang. Sie nahmen an, dass er bei der Weltgesundheitsorganisation als erfolgreicher Arzt und Forscher arbeiten würde. Er hatte sein Täuschungsspiel derart perfektioniert, dass er für einen Forscher auf dem Gebiet der Arteriosklerose gehalten wurde. Zudem gaukelte er vor, Kontakte zu bekannten politischen Persönlichkeiten zu haben.
In Wirklichkeit verbrachte er seine Tage mit Wanderungen und dem Lesen öffentlich zugänglicher Quellen in der lokalen Niederlassung der Weltgesundheitsorganisation. Er lebte nahe Prévessin-Moëns in Frankreich. Er unternahm regelmäßig angebliche "Geschäftsreisen"; in diesen Zeiten wohnte er in einem Hotelzimmer am Flughafen Genf. Dort las er medizinische Zeitschriften und Reiseführer über die Länder, in denen er angeblich Kongresse besuchte. Romand lebte vom Einkommen seiner Frau und vom Verkauf des Hauses seiner Schwiegereltern sowie von Geld, das ihm etliche Verwandte anvertraut hatten, in dem Glauben, es handelte sich um eine Investition in einen Hedgefonds.

## Morde
Am 9. Januar 1993 hob Romand 2000 Francs ab, kaufte eine Pistole, einen Schalldämpfer und Benzinkanister und bat darum, sie als Geschenk zu verpacken. In der Nacht erschlug er seine Frau im Ehebett mit einem Nudelholz. Am nächsten Morgen weckte er seine Kinder, frühstückte mit ihnen und schaute sich einige Trickfilme an. Am Abend brachte er sie ins Bett und schoss beiden in den Kopf, als sie eingeschlafen waren.
Die einzigen, die ihn nach diesen Morden hätten entlarven können, waren seine Eltern, die beide sehr stolz auf ihren „erfolgreichen“ Sohn waren, und seine Ex-Geliebte, die ihre 900.000 geliehenen Francs zurückhaben wollte.
Am nächsten Morgen fuhr Romand zum Haus seiner Eltern und aß mit ihnen. Nach dem Essen erschoss er seine Eltern und den Hund der Familie. In der Nacht traf er sich mit seiner Ex-Geliebten und versprach ihr ein romantisches Essen zu zweit. Er tat so, als ob sein Auto liegengeblieben wäre, und bat sie auszusteigen. Als sie das Auto verlassen hatte, sprühte er ihr Tränengas ins Gesicht und versuchte sie mit einer Schnur zu erwürgen. Sie wehrte sich jedoch, worauf er von ihr abließ, sich bei ihr entschuldigte und sie wieder zurück zu ihrem Haus brachte.
Danach fuhr er nach Hause, wo noch immer die Leichen seiner Familienmitglieder lagen. Er sah fern und vergoss danach überall Benzin im Haus. Er legte Feuer und nahm eine Überdosis Schlaftabletten. Es ist zweifelhaft, ob sich Romand tatsächlich das Leben nehmen wollte, da die Tabletten längst abgelaufen waren und er Zugang zu wirksameren Medikamenten hatte. Zudem machten die Art und Weise, in der das Feuer gelegt wurde, sowie der Zeitpunkt, zu dem er die Tabletten nahm, seine Rettung unvermeidlich. Er wurde von örtlichen Feuerwehrleuten gerettet, die durch Straßenreiniger gegen vier Uhr morgens alarmiert wurden.
Er überlebte den Brand und weigerte sich, mit der Polizei zu sprechen. Es wurde zunächst angenommen, dass er zu traumatisiert sei, um zu sprechen.

## Verurteilung
Romands Prozess begann am 25. Juni 1996. Am 6. Juli 1996 wurde Romand zu lebenslanger Haft verurteilt. Seit 2015 hätte er auf Bewährung entlassen werden können. Im Frühjahr 2019 wurde seine Freilassung mit der Auflage, zwei Jahre lang ein elektronisches Armband zu tragen, für den Sommer 2019 angekündigt. Im Juli 2019 nahm ihn die Benediktinerabtei Fontgombault für zunächst zwei Jahre auf. „Er darf das Klostergelände nur zu bestimmten Zeiten und die Klostergebäude nachts gar nicht mehr verlassen.“
Ihm wurde eine narzisstische Persönlichkeitsstörung nachgesagt.

## Rezeption
Der französische Autor Emmanuel Carrère unterhielt einen Briefwechsel mit dem inhaftierten Romand und veröffentlichte im Jahr 2000 das auf dem Fall basierende Buch L’adversaire (deutsche Übersetzungen unter den Titeln Amok und Der Widersacher).
Nicole Garcia verfilmte es 2002 unter dem Titel L’adversaire. Daniel Auteuil spielte darin die Rolle des Romand (im Film unter dem Namen Jean-Marc Faure). Mit Auszeit (Originaltitel: L’emploi du temps) und dem spanischen La Vida de Nadie basieren zwei weitere Filme lose auf dem Leben von Romand.
Ebenfalls 2002 inszenierte Zeha Schröder für das Theater Freuynde + Gaesdte sein Stück Dead End über den Fall Romand. Die Inszenierung (mit Dirk Rademacher als Romand) wurde im selben Jahr zum Festival Politik im Freien Theater nach Hamburg eingeladen.
Der WDR produzierte im Jahr 2004 das zweiteilige Hörspiel Widersacher unter der Regie von Claudia Johanna Leist nach Carrères Roman.
Romands Täuschung war auch Grundlage einer Episode der BBC-Krimiserie Waking the Dead – Im Auftrag der Toten von 2005 und der Episode 16 (Staffel 1) namens Das Phantom von Criminal Intent – Verbrechen im Visier.